# سینما کانون (همدان)
سینما کانون یک سینما در شهر همدان، ایران است.
این سینما که متعلق به کانون پرورش فکری کودکان و نوجوان همدان می‌باشد دارای یک سالن با ظرفیت ۲۱۰ نفر می‌باشد.